# Hải Thượng Lãn Ông
Hải Thượng Lãn Ông (chữ Hán: 海上懶翁, 27 tháng 12 năm 1724 – 18 tháng 3 năm 1791), tên thật là Lê Hữu Trác (黎友晫) là một lang y, được coi là ông tổ của ngành y học cổ truyền Việt Nam.

## Tiểu sử
Lê Hữu Trác vốn có tên là Huân (薰), biểu tự Cẩn Như (瑾如), bút hiệu Quế Hiên (桂軒), Thảo Am (草庵), Lãn Ông (懶翁), biệt hiệu cậu Chiêu Bảy (舅招𦉱), sinh ngày 10 tháng 11 năm Giáp Thìn (1724) tại thôn Văn Xá, hương Liêu Xá, huyện Đường Hào, phủ Thượng Hồng, trấn Hải Dương (nay là xã Liêu Xá, huyện Yên Mỹ, Hưng Yên). Tuy nhiên, cuộc đời ông phần nhiều (đặc biệt là từ năm 26 tuổi đến lúc mất) gắn bó với ở quê mẹ thôn Bàu Thượng, xã Tĩnh Diệm, huyện Hương Sơn, phủ Đức Quang, trấn Nghệ An (nay là xã Quang Diệm, huyện Hương Sơn, tỉnh Hà Tĩnh). Ông là con thứ 7 của tiến sĩ Lê Hữu Mưu và phu nhân Bùi Thị Thưởng.
Dòng tộc ông vốn có truyền thống khoa bảng; ông nội, bác, chú (Lê Hữu Kiều), anh và em họ đều đỗ Tiến sĩ và làm quan to. Thân sinh của ông từng đỗ Đệ tam giáp Tiến sĩ, làm Thị lang Bộ Công triều Lê Dụ Tông, gia phong chức Ngự sử, tước Bá, khi mất được truy tặng hàm Thượng thư (năm Kỷ Mùi 1739). Khi ấy, Lê Hữu Trác mới 20 tuổi, ông phải rời kinh thành về quê nhà, vừa trông nom gia đình vừa chăm chỉ đèn sách, mong nối nghiệp gia đình, lấy đường khoa cử để tiến thân. Nhưng xã hội bấy giờ rối ren, các phong trào nông dân nổi dậy khắp nơi. Chỉ một năm sau (1740), ông bắt đầu nghiên cứu thêm binh thư và võ nghệ, "nghiên cứu trong vài năm cũng biết được đại khái, mới đeo gươm tòng quân để thí nghiệm sức học của mình" (tựa "Tâm lĩnh"). Chẳng bao lâu sau, ông nhận ra xã hội thối nát, chiến tranh chỉ tàn phá và mang bao đau thương, làm ông chán nản muốn ra khỏi quân đội, nên đã nhiều lần từ chối sự đề bạt. Đến năm 1746, nhân khi người anh ở Hương Sơn mất, ông liền viện cớ về nuôi mẹ già, cháu nhỏ thay anh, để xin ra khỏi quân đội, thực sự "bẻ tên cởi giáp" theo đuổi chí hướng mới.

## Nghề thuốc
Lê Hữu Trác bị bệnh từ lúc ở trong quân ngũ, giải ngũ về phải gánh vác công việc vất vả "trăm việc đổ dồn vào mình, sức ngày một yếu" (Lời tựa "Tâm lĩnh"), lại sớm khuya đèn sách không chịu nghỉ ngơi, sau mắc cảm nặng, chạy chữa tới hai năm mà không khỏi. Sau nhờ lương y Trần Độc, người Nghệ An là bậc lão nho, học rộng biết nhiều nhưng thi không đỗ, trở về học thuốc, nhiệt tình chữa khỏi.
Trong thời gian hơn một năm chữa bệnh, nhân khi rảnh rỗi ông thường đọc "Phùng thị cẩm nang" và hiểu được chỗ sâu xa của sách thuốc. Ông Trần Độc thấy lạ, bèn đem hết những hiểu biết về y học truyền cho ông. Vốn là người thông minh học rộng, ông mau chóng hiểu sâu y lý, tìm thấy sự say mê ở sách y học, nhận ra nghề y không chỉ lợi ích cho mình mà có thể giúp người đời, nên ông quyết chí học thuốc.
Ở Hương Sơn, ông làm nhà cạnh rừng đặt tên hiệu "Hải Thượng Lãn Ông". "Hải Thượng" là hai chữ đầu của tỉnh Hải Dương và phủ Thượng Hồng quê cha và cũng là xứ Bầu Thượng quê mẹ. "Lãn Ông" nghĩa là "ông lười", ngụ ý lười biếng, chán ghét công danh, tự giải phóng mình khỏi sự ràng buộc của danh lợi, của quyền thế, tự do nghiên cứu y học, thực hiện chí hướng mà mình yêu thích gắn bó.
Mùa thu năm Bính Tý (1756), Lê Hữu Trác ra kinh đô mong tìm thầy để học thêm vì ông thấy y lý mênh mông nhưng không gặp được thầy giỏi, ông đành bỏ tiền mua một số phương thuốc gia truyền, trở về Hương Sơn "từ khước sự giao du, đóng cửa để đọc sách" (tựa "Tâm lĩnh"), vừa học tập và chữa bệnh. Mười năm sau tiếng tăm của ông đã nổi ở vùng Hoan Châu.
Sau mấy chục năm tận tụy với nghề nghiệp, Hải Thượng Lãn Ông đã nghiên cứu rất sâu lý luận Trung y qua các sách kinh điển: Nội kinh, Nam kinh, Thương hàn, Kim quỹ; tìm hiểu nền y học cổ truyền của dân tộc; kết hợp với thực tế chữa bệnh phong phú của mình, ông hệ thống hóa tinh hoa của lý luận Đông y cùng với những sáng tạo đặc biệt qua việc áp dụng lý luận cổ điển vào điều kiện Việt Nam, đúc kết nền y học cổ truyền của dân tộc. Sau hơn chục năm viết nên bộ "Y tôn tâm lĩnh" gồm 28 tập, 66 quyển bao gồm đủ các mặt về y học: Y đức, Y lý, Y thuật, Dược, Di dưỡng. Phần quan trọng nữa của bộ sách phản ánh sự nghiệp văn học và tư tưởng của Hải Thượng Lãn Ông.

## Lai kinh
Ngày 12 tháng 1 năm Cảnh Hưng 43 (1782), ông nhận được lệnh chúa triệu về kinh. Lúc này ông đã 62 tuổi, sức yếu lại quyết chí xa lánh công danh, nhưng do theo đuổi nghiệp y đã mấy chục năm mà bộ "Tâm lĩnh" chưa in được, "không dám truyền thụ riêng ai, chỉ muốn đem ra công bố cho mọi người cùng biết, nhưng việc thì nặng sức lại mỏng, khó mà làm được" ("Thượng kinh ký sự"), ông hy vọng lần đi ra kinh đô có thể thực hiện việc in bộ sách. Vì vậy ông nhận chiếu chỉ của chúa Trịnh, từ giã gia đình, học trò rời Hương Sơn lên đường.
Ra kinh vào phủ chúa xem mạch và kê đơn cho thế tử Trịnh Cán, ông được Trịnh Sâm khen "hiểu sâu y lý" ban thưởng cho ông 20 xuất lính hầu, và bổng lộc ngang với chức quan kiểm soát bộ Hộ để giữ ông lại. Nhưng ông giả ốm không vào chầu, sau lại viện cớ tuổi già mắt hoa, tai điếc thường ốm yếu để được trọ ở ngoài. Bọn ngự y ghen tỵ với Lãn ông không chịu chữa theo đơn của ông, nên thế tử không khỏi, ông biết thế nhưng không hề thắc mắc với bọn thầy thuốc thiếu lương tâm này, kết quả để sớm thoát khỏi vòng cương tỏa của quyền thần, danh lợi.
Thời gian ở kinh đô, ông nhiều lần xin về thăm cố hương Hải Dương, nhưng mãi đến tháng 9 năm 1782, sau chúa Trịnh mới cho phép ông về. Không lâu sau, ông lại có lệnh triệu về kinh vì Trịnh Sâm ốm nặng. Về kinh ông chữa cho Trịnh Sâm khỏi và cũng miễn cưỡng chữa tiếp cho Trịnh Cán. Trịnh Sâm lại trọng thưởng cho ông. Ông bắt buộc phải nhận nhưng bụng nghĩ: "Mình tuy không phải đã bỏ quên việc ẩn cư, nhưng nay hãy tạm nhận phần thưởng rồi sau vứt đi cũng được" ("Thượng kinh ký sự").
Sau khi Trịnh Sâm chết vì bệnh lâu ngày sức yếu, Trịnh Cán lên thay, nhưng Trịnh Cán cũng ốm dai dẳng nên "khí lực khô kiệt", khó lòng khỏe được. Do nóng lòng trở về Hương Sơn, nhân có người tiến cử một lương y mới, Lê Hữu Trác liền lấy cớ người nhà ốm nặng rời kinh, ông rất vui mừng. Ngày 2 tháng 11 (năm 1782) Lãn ông về đến Hương Sơn.

## Soạn sách
Năm 1783 ông viết xong tập "Thượng kinh ký sự" bằng chữ Hán tả quang cảnh ở kinh đô, cuộc sống xa hoa trong phủ chúa Trịnh và quyền uy, thế lực của nhà chúa – những điều Lê Hữu Trác mắt thấy tai nghe trong chuyến đi từ Hương Sơn ra Thăng Long chữa bệnh cho thế tử Trịnh Cán và chúa Trịnh Sâm. Tập ký ấy là một tác phẩm văn học vô cùng quý giá. Mặc dầu tuổi già, công việc lại nhiều: chữa bệnh, dạy học, nhưng ông vẫn tiếp tục chỉnh lý, bổ sung, viết thêm (tập Vân khí bí điển, năm 1786) để hoàn chỉnh bộ "Hải Thượng y tông Tâm lĩnh". Hải Thượng Lãn Ông Lê Hữu Trác không chỉ là danh y có cống hiến to lớn cho nền y học dân tộc, ông còn là một nhà văn, nhà thơ, nhà tư tưởng lớn của thời đại.
Ông qua đời vào ngày 25 tháng Giêng năm Tân Hợi (1791) (nhằm ngày 18 tháng 3 năm 1791) tại Bầu Thượng, (nay là xã Sơn Quang, huyện Hương Sơn, tỉnh Hà Tĩnh), hưởng thọ 67 hoặc 71 tuổi. Mộ ông nay còn nằm ở khe nước cạnh chân núi Minh Từ thuộc xã Sơn Trung, huyện Hương Sơn.
Lê Hữu Trác là đại danh y có đóng góp lớn cho nền y học dân tộc Việt Nam, trong đó có thuốc Nam, kế thừa xuất sắc sự nghiệp "Nam dược trị Nam nhân" của Tuệ Tĩnh thiền sư. Ông để lại nhiều tác phẩm lớn như Hải Thượng y tông tâm lĩnh gồm 28 tập, 66 quyển chắt lọc tinh hoa của y học cổ truyền, được đánh giá là công trình y học xuất sắc nhất trong thời trung đại Việt Nam và các cuốn Lĩnh Nam bản thảo, Thượng kinh ký sự không chỉ có giá trị về y học mà còn có giá trị văn học, lịch sử, triết học.

## Câu nói nổi tiếng
Suốt đời, Hải Thượng Lãn Ông không vương vào vòng danh lợi. Ông có hai câu thơ tỏ chí của mình:
"Công danh trước mắt trôi như nước,
Nhân nghĩa trong lòng chẳng đổi phương."

## Vinh danh
- Quần thể khu di tích Hải Thượng Lãn Ông Lê Hữu Trác ở huyện Hương Sơn, tỉnh Hà Tĩnh, trải dài trên một cung đường gần 8 km, bao gồm:  nhà thờ Lê Hữu Trác (xã Quang Diệm); chùa Tượng Sơn (xã Sơn Giang); mộ, tượng đài và khu du lịch sinh thái Hải Thượng (xã Sơn Trung). Năm 1990, Quần thể di tích lịch sử văn hoá Hải Thượng Lãn Ông Lê Hữu Trác được Bộ Văn hoá, Thông tin xếp hạng là di tích lịch sử văn hoá cấp Quốc gia. Ngày 31 tháng 10 năm 2003 Bộ trưởng Bộ Y Tế đã quyết định phê chuẩn Dự án tu bổ, tôn tạo quần thể di tích gắn liền với cuộc đời và sự nghiệp của ông.

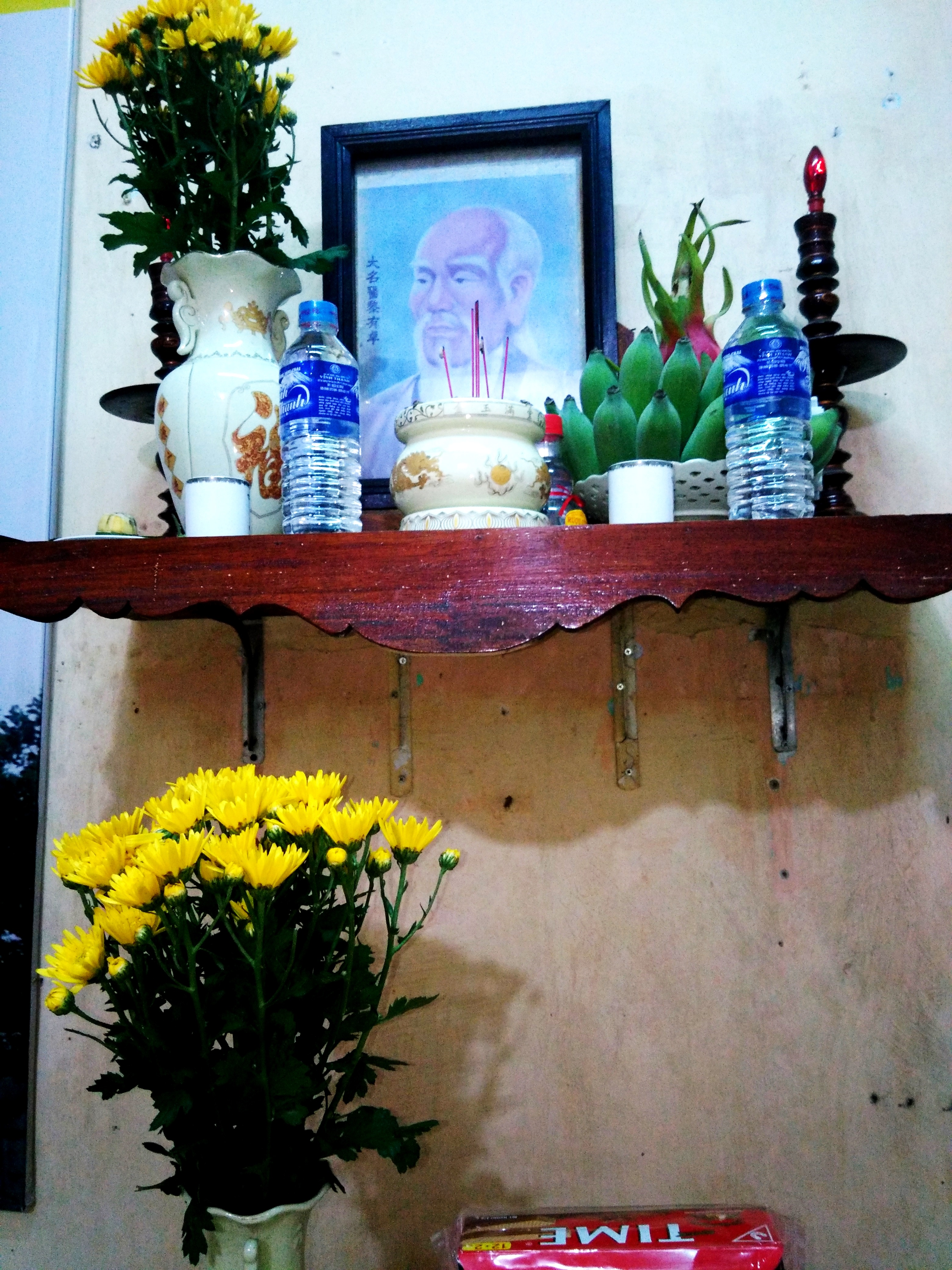
Ban thờ Hải Thượng Lãn Ông tại Hội Đông Y tỉnh Quảng Trị

- Tên ông được đặt cho nhiều đường phố trên khắp Việt Nam như tại: Hà Nội có phố Lãn Ông (từ phố Hàng Đường đến phố Thuốc Bắc); thành phố Uông Bí (từ phố Tuệ Tĩnh đến phố Hữu Nghị), Thành phố Hồ Chí Minh (từ đường Võ Văn Kiệt đến Học Lạc).
- Tháng 6 năm 2011, Thủ tướng Chính phủ đã chính thức cho phép Học viện Quân y Việt Nam có thêm tên mới là Trường Đại học Y – Dược Lê Hữu Trác để sử dụng trong giao dịch dân sự và hợp tác quốc tế về đào tạo, nghiên cứu và điều trị. Viện bỏng quốc gia mang tên Lê Hữu Trác cũng thuộc Học viện Quân y.
- Ngày 21 tháng 11 năm 2023, đại danh y Hải Thượng Lãn Ông Lê Hữu Trác được UNESCO vinh danh.[3]
- Ngày 30 tháng 12 năm 2024, Bưu điện Việt Nam phát hành tem kỷ niệm 300 năm ngày sinh ông.[4][5]